# Jon Minnis
Jon Minnis (* 1950 in Birmingham) ist ein kanadischer Animator und Drehbuchautor britischer Herkunft.

## Leben
Minnis wurde in Birmingham geboren, arbeitete nach Ende der Schulzeit in verschiedenen europäischen Städten und ging schließlich 1973 nach Kanada. Vier Jahre lebte er in Prince George, British Columbia, und wurde 1978 kanadischer Staatsbürger. Minnis kam 1980 für ein dreijähriges Animationsstudium an das Sheridan College in Oakville, das er 1983 mit einem Bachelor der angewandten Künste abschloss. Sein Kurzanimationsfilm Charade entstand als Abschlussarbeit während des Studiums. Zuvor hatte er nur einminütige Probeanimationen geschaffen.
Minnis vollendete Charade 1983 innerhalb von sieben Monaten, davon drei Monaten reiner Animationszeit, während einer International Summer School of Animation des Sheridan College. Er animierte den Film allein mit Pantone-Stiften. Für Charade erhielt Minnis 1985 den Oscar für den besten Kurzanimationsfilm.
Nach dem Ende seines Studiums wurde Minnis von Produzent Michael Mills nach Montreal geholt und arbeitete in dessen Firma Michael Mills Productions unter anderem als Werbefilmer. Seither war er in verschiedenen Funktionen an Fernsehfilmen und Serien beteiligt.

## Filmografie
- 1984: Charade
- 1994: The Busy World of Richard Scarry (TV-Serie)
- 1998: Kit & Kaboodle (TV-Serie)
- 2000: Heavy Metal F.A.K.K.2
- 2002: Daft Planet (TV-Serie)
- 2003: What’s with Andy II (TV-Miniserie)
- 2007: Tripping the Rift (TV-Serie)
- 2008: Tripping the Rift: The Movie

## Auszeichnungen
- 1984: OIAF Award, Ottawa International Animation Festival, für Charade
- 1985: Oscar, Bester animierter Kurzfilm, für Charade
- 1985: Genie Award, bester Kurzfilm, für Charade